# Campeonato Mundial de Hóquei no Gelo de 1990
O Campeonato Mundial de Hóquei no Gelo de 1990 foi a 54ª edição do torneio, disputada entre os dias 16 de abril e 2 de maio de 1990, em Berna e Friburgo. Oito times participaram, e cada um enfrentou o outro uma vez. Os quatro melhores times, então, enfrentaram-se mais uma vez. A União Soviética foi campeã mundial pela 22ª vez e a Suécia foi campeã europeia pela 10ª vez.

## Campeonato Mundial Grupo A (Suíça)

### Fase Preliminar
| Pos. | Time            | PJ | V | E | D | GP-GC   | Pontos |
| ---- | --------------- | -- | - | - | - | ------- | ------ |
| 1    | Canadá          | 7  | 6 | 1 | 0 | 36 - 16 | 13     |
| 2    | Suécia          | 7  | 6 | 0 | 1 | 29 - 11 | 12     |
| 3    | União Soviética | 7  | 5 | 1 | 1 | 38 - 12 | 11     |
| 4    | Tchecoslováquia | 7  | 4 | 0 | 3 | 28 - 18 | 8      |
| 5    | Estados Unidos  | 7  | 3 | 0 | 4 | 23 - 37 | 6      |
| 6    | Finlândia       | 7  | 1 | 1 | 5 | 18 - 27 | 3      |
| 7    | Noruega         | 7  | 1 | 1 | 5 | 19 - 45 | 3      |
| 8    | Alemanha        | 7  | 0 | 0 | 7 | 11 - 36 | 0      |

| 16 de abril |     |                    |  |
| Canadá      | 5-1 | Alemanha Ocidental |  |
|             |     |                    |  |

| 16 de abril     |     |         |  |
| União Soviética | 9-1 | Noruega |  |
|                 |     |         |  |

| 16 de abril     |     |                |  |
| Tchecoslováquia | 7-1 | Estados Unidos |  |
|                 |     |                |  |

| 16 de abril |     |           |  |
| Suécia      | 4-2 | Finlândia |  |
|             |     |           |  |

| 17 de abril |     |                |  |
| Canadá      | 6-3 | Estados Unidos |  |
|             |     |                |  |

| 17 de abril     |     |                    |  |
| União Soviética | 5-2 | Alemanha Ocidental |  |
|                 |     |                    |  |

| 17 de abril |     |         |  |
| Suécia      | 4-3 | Noruega |  |
|             |     |         |  |

| 17 de abril     |     |           |  |
| Tchecoslováquia | 4-2 | Finlândia |  |
|                 |     |           |  |

| 19 de abril |     |           |  |
| Canadá      | 6-5 | Finlândia |  |
|             |     |           |  |

| 19 de abril     |      |                |  |
| União Soviética | 10-1 | Estados Unidos |  |
|                 |      |                |  |

| 19 de abril     |     |         |  |
| Tchecoslováquia | 9-1 | Noruega |  |
|                 |     |         |  |

| 19 de abril |     |                    |  |
| Suécia      | 6-0 | Alemanha Ocidental |  |
|             |     |                    |  |

| 20 de abril |     |         |  |
| Canadá      | 8-0 | Noruega |  |
|             |     |         |  |

| 20 de abril |     |                |  |
| Suécia      | 6-1 | Estados Unidos |  |
|             |     |                |  |

| 20 de abril     |     |                    |  |
| Tchecoslováquia | 3-0 | Alemanha Ocidental |  |
|                 |     |                    |  |

| 20 de abril     |     |           |  |
| União Soviética | 6-1 | Finlândia |  |
|                 |     |           |  |

| 22 de abril |     |                 |  |
| Canadá      | 5-3 | Tchecoslováquia |  |
|             |     |                 |  |

| 22 de abril |     |                 |  |
| Suécia      | 3-1 | União Soviética |  |
|             |     |                 |  |

| 22 de abril    |     |                    |  |
| Estados Unidos | 6-3 | Alemanha Ocidental |  |
|                |     |                    |  |

| 22 de abril |     |           |  |
| Noruega     | 3-3 | Finlândia |  |
|             |     |           |  |

| 23 de abril    |     |         |  |
| Estados Unidos | 9-4 | Noruega |  |
|                |     |         |  |

| 23 de abril |     |                    |  |
| Finlândia   | 4-2 | Alemanha Ocidental |  |
|             |     |                    |  |

| 24 de abril |     |        |  |
| Canadá      | 3-1 | Suécia |  |
|             |     |        |  |

| 24 de abril     |     |                 |  |
| União Soviética | 4-1 | Tchecoslováquia |  |
|                 |     |                 |  |

| 25 de abril |     |                    |  |
| Noruega     | 7-3 | Alemanha Ocidental |  |
|             |     |                    |  |

| 25 de abril    |     |           |  |
| Estados Unidos | 2-1 | Finlândia |  |
|                |     |           |  |

| 26 de abril |     |                 |  |
| Canadá      | 3-3 | União Soviética |  |
|             |     |                 |  |

| 26 de abril |     |                 |  |
| Suécia      | 5-1 | Tchecoslováquia |  |
|             |     |                 |  |

### Fase Final
| Pos. | Time            | PJ | V | E | D | GP-GC   | Pontos |
| ---- | --------------- | -- | - | - | - | ------- | ------ |
| 1    | União Soviética | 3  | 3 | 0 | 0 | 15 - 01 | 6      |
| 2    | Suécia          | 3  | 1 | 1 | 1 | 11 - 12 | 3      |
| 3    | Tchecoslováquia | 3  | 1 | 1 | 1 | 08 - 12 | 3      |
| 4    | Canadá          | 3  | 0 | 0 | 3 | 07 - 16 | 0      |

| 28 de abril     |     |        |  |
| Tchecoslováquia | 3-2 | Canadá |  |
|                 |     |        |  |

| 28 de abril     |     |        |  |
| União Soviética | 3-0 | Suécia |  |
|                 |     |        |  |

| 30 de abril     |     |        |  |
| União Soviética | 7-1 | Canadá |  |
|                 |     |        |  |

| 30 de abril |     |                 |  |
| Suécia      | 5-5 | Tchecoslováquia |  |
|             |     |                 |  |

| 02 de maio |     |        |  |
| Suécia     | 6-4 | Canadá |  |
|            |     |        |  |

| 02 de maio      |     |                 |  |
| União Soviética | 5-0 | Tchecoslováquia |  |
|                 |     |                 |  |

### Fase de Consolação
| Pos. | Time           | PJ | V | E | D | GP-GC   | Pontos |
| ---- | -------------- | -- | - | - | - | ------- | ------ |
| 5    | Estados Unidos | 10 | 6 | 0 | 4 | 25 - 43 | 12     |
| 6    | Finlândia      | 10 | 2 | 2 | 6 | 29 - 32 | 6      |
| 7    | Alemanha       | 10 | 1 | 1 | 8 | 19 - 42 | 3      |
| 8    | Noruega        | 10 | 1 | 1 | 8 | 21 - 61 | 3      |

| 27 de abril |     |         |  |
| Finlândia   | 8-1 | Noruega |  |
|             |     |         |  |

| 27 de abril    |     |                    |  |
| Estados Unidos | 5-3 | Alemanha Ocidental |  |
|                |     |                    |  |

| 29 de abril |     |                    |  |
| Finlândia   | 1-1 | Alemanha Ocidental |  |
|             |     |                    |  |

| 29 de abril    |     |         |  |
| Estados Unidos | 4-1 | Noruega |  |
|                |     |         |  |

| 01 de maio     |     |           |  |
| Estados Unidos | 3-2 | Finlândia |  |
|                |     |           |  |

| 01 de maio         |     |         |  |
| Alemanha Ocidental | 4-0 | Noruega |  |
|                    |     |         |  |

## Campeonato Mundial Grupo B (França)
| Pos. | Time              | PJ | V | E | D | GP-GC   | Pontos |
| ---- | ----------------- | -- | - | - | - | ------- | ------ |
| 9    | Suíça             | 7  | 5 | 2 | 0 | 30 - 14 | 12     |
| 10   | Itália            | 7  | 5 | 1 | 1 | 41 - 18 | 11     |
| 11   | Áustria           | 7  | 4 | 2 | 1 | 30 - 14 | 10     |
| 12   | França            | 7  | 4 | 1 | 2 | 19 - 20 | 9      |
| 13   | Alemanha Oriental | 7  | 2 | 2 | 3 | 22 - 19 | 6      |
| 14   | Polônia           | 7  | 2 | 2 | 3 | 25 - 25 | 6      |
| 15   | Japão             | 7  | 0 | 1 | 6 | 13 - 41 | 1      |
| 16   | NEDih}}           | 7  | 0 | 1 | 6 | 14 - 43 | 1      |

| 29 de março |     |         |  |
| França      | 4-3 | Áustria |  |
|             |     |         |  |

| 29 de março |     |       |  |
| Itália      | 7-1 | Japão |  |
|             |     |       |  |

| 29 de março |     |               |  |
| Polónia     | 7-1 | Países Baixos |  |
|             |     |               |  |

| 29 de março |     |                   |  |
| Suíça       | 2-2 | Alemanha Oriental |  |
|             |     |                   |  |

| 30 de março |     |               |  |
| Suíça       | 6-1 | Países Baixos |  |
|             |     |               |  |

| 31 de março       |     |        |  |
| Alemanha Oriental | 2-3 | França |  |
|                   |     |        |  |

| 31 de março |     |        |  |
| Áustria     | 3-3 | Itália |  |
|             |     |        |  |

| 31 de março |     |         |  |
| Japão       | 2-8 | Polónia |  |
|             |     |         |  |

| 01 de abril |     |               |  |
| França      | 4-2 | Países Baixos |  |
|             |     |               |  |

| 01 de abril |     |                   |  |
| Itália      | 6-3 | Alemanha Oriental |  |
|             |     |                   |  |

| 01 de abril |     |       |  |
| Suíça       | 6-1 | Japão |  |
|             |     |       |  |

| 02 de abril |     |         |  |
| Polónia     | 1-4 | Áustria |  |
|             |     |         |  |

| 03 de abril |     |               |  |
| Itália      | 8-3 | Países Baixos |  |
|             |     |               |  |

| 03 de abril       |     |         |  |
| Alemanha Oriental | 1-1 | Polónia |  |
|                   |     |         |  |

| 03 de abril |     |        |  |
| Japão       | 2-3 | França |  |
|             |     |        |  |

| 03 de abril |     |       |  |
| Áustria     | 2-2 | Suíça |  |
|             |     |       |  |

| 05 de abril   |     |                   |  |
| Países Baixos | 3-6 | Alemanha Oriental |  |
|               |     |                   |  |

| 05 de abril |     |       |  |
| Áustria     | 7-2 | Japão |  |
|             |     |       |  |

| 05 de abril |     |       |  |
| Polónia     | 3-5 | Suíça |  |
|             |     |       |  |

| 05 de abril |     |        |  |
| Itália      | 4-1 | França |  |
|             |     |        |  |

| 06 de abril   |     |         |  |
| Países Baixos | 0-8 | Áustria |  |
|               |     |         |  |

| 06 de abril |     |                   |  |
| Japão       | 1-6 | Alemanha Oriental |  |
|             |     |                   |  |

| 07 de abril |     |        |  |
| Suíça       | 5-4 | Itália |  |
|             |     |        |  |

| 07 de abril |     |         |  |
| França      | 3-3 | Polónia |  |
|             |     |         |  |

| 08 de abril       |     |         |  |
| Alemanha Oriental | 2-3 | Áustria |  |
|                   |     |         |  |

| 08 de abril   |     |       |  |
| Países Baixos | 4-4 | Japão |  |
|               |     |       |  |

| 08 de abril |     |       |  |
| França      | 1-4 | Suíça |  |
|             |     |       |  |

| 08 de abril |     |        |  |
| Polónia     | 2-9 | Itália |  |
|             |     |        |  |

## Campeonato Mundial Grupo C (Hungria)
| Pos. | Time            | PJ | V | E | D | GP-GC   | Pontos |
| ---- | --------------- | -- | - | - | - | ------- | ------ |
| 17   | Iugoslávia      | 8  | 7 | 1 | 0 | 57 - 16 | 15     |
| 18   | Dinamarca       | 8  | 7 | 0 | 1 | 55 - 14 | 14     |
| 19   | China           | 8  | 4 | 1 | 3 | 34 - 29 | 9      |
| 20   | Romênia         | 8  | 4 | 1 | 3 | 36 - 27 | 9      |
| 21   | Coreia do Norte | 8  | 4 | 0 | 4 | 27 - 35 | 8      |
| 22   | Bulgária        | 8  | 4 | 0 | 4 | 31 - 38 | 8      |
| 23   | Hungria         | 8  | 2 | 1 | 5 | 33 - 28 | 5      |
| 24   | Bélgica         | 8  | 1 | 0 | 7 | 16 - 67 | 2      |
| 25   | Coreia do Sul   | 8  | 1 | 0 | 7 | 22 - 57 | 2      |

| 28 de março |     |          |  |
| China       | 2-3 | Bulgária |  |
|             |     |          |  |

| 28 de março |      |         |  |
| Hungria     | 11-0 | Bélgica |  |
|             |      |         |  |

| 28 de março |     |               |  |
| Iugoslávia  | 4-2 | Coreia do Sul |  |
|             |     |               |  |

| 29 de março |      |         |  |
| Dinamarca   | 15-1 | Bélgica |  |
|             |      |         |  |

| 29 de março |     |       |  |
| Roménia     | 2-4 | China |  |
|             |     |       |  |

| 29 de março |     |                 |  |
| Bulgária    | 3-5 | Coreia do Norte |  |
|             |     |                 |  |

| 30 de março |     |         |  |
| Iugoslávia  | 6-3 | Roménia |  |
|             |     |         |  |

| 30 de março   |      |         |  |
| Coreia do Sul | 2-10 | Hungria |  |
|               |      |         |  |

| 30 de março |     |                 |  |
| Dinamarca   | 8-0 | Coreia do Norte |  |
|             |     |                 |  |

| 31 de março |     |       |  |
| Hungria     | 2-3 | China |  |
|             |     |       |  |

| 31 de março |     |            |  |
| Bulgária    | 3-6 | Iugoslávia |  |
|             |     |            |  |

| 31 de março   |     |         |  |
| Coreia do Sul | 1-6 | Bélgica |  |
|               |     |         |  |

| 01 de abril |     |           |  |
| Roménia     | 2-4 | Dinamarca |  |
|             |     |           |  |

| 01 de abril     |     |       |  |
| Coreia do Norte | 6-3 | China |  |
|                 |     |       |  |

| 01 de abril |     |          |  |
| Bélgica     | 3-5 | Bulgária |  |
|             |     |          |  |

| 02 de abril |     |                 |  |
| Iugoslávia  | 8-2 | Coreia do Norte |  |
|             |     |                 |  |

| 02 de abril |      |               |  |
| Dinamarca   | 10-1 | Coreia do Sul |  |
|             |      |               |  |

| 02 de abril |     |         |  |
| Roménia     | 2-2 | Hungria |  |
|             |     |         |  |

| 03 de abril |      |         |  |
| Iugoslávia  | 17-1 | Bélgica |  |
|             |      |         |  |

| 03 de abril |      |               |  |
| China       | 10-3 | Coreia do Sul |  |
|             |      |               |  |

| 03 de abril |     |          |  |
| Hungria     | 3-5 | Bulgária |  |
|             |     |          |  |

| 04 de abril |     |                 |  |
| Bélgica     | 0-3 | Coreia do Norte |  |
|             |     |                 |  |

| 04 de abril |     |         |  |
| Bulgária    | 2-7 | Roménia |  |
|             |     |         |  |

| 04 de abril |     |       |  |
| Dinamarca   | 6-1 | China |  |
|             |     |       |  |

| 05 de abril   |     |         |  |
| Coreia do Sul | 4-6 | Roménia |  |
|               |     |         |  |

| 05 de abril     |     |         |  |
| Coreia do Norte | 4-2 | Hungria |  |
|                 |     |         |  |

| 05 de abril |     |           |  |
| Iugoslávia  | 5-1 | Dinamarca |  |
|             |     |           |  |

| 06 de abril |     |               |  |
| Bulgária    | 8-5 | Coreia do Sul |  |
|             |     |               |  |

| 06 de abril |     |            |  |
| Hungria     | 1-8 | Iugoslávia |  |
|             |     |            |  |

| 06 de abril |     |       |  |
| Bélgica     | 4-8 | China |  |
|             |     |       |  |

| 07 de abril     |     |         |  |
| Coreia do Norte | 4-7 | Roménia |  |
|                 |     |         |  |

| 07 de abril |     |          |  |
| Dinamarca   | 7-2 | Bulgária |  |
|             |     |          |  |

| 08 de abril   |     |                 |  |
| Coreia do Sul | 4-3 | Coreia do Norte |  |
|               |     |                 |  |

| 08 de abril |     |         |  |
| Bélgica     | 1-7 | Roménia |  |
|             |     |         |  |

| 08 de abril |     |       |  |
| Iugoslávia  | 3-3 | China |  |
|             |     |       |  |

| 08 de abril |     |         |  |
| Dinamarca   | 4-2 | Hungria |  |
|             |     |         |  |

## Campeonato Mundial Grupo D (Grã-Bretanha)
| Pos. | Time        | PJ | V | E | D | GP-GC   | Pontos |
| ---- | ----------- | -- | - | - | - | ------- | ------ |
| 26   | Reino Unido | 4  | 4 | 0 | 0 | 57 - 07 | 8      |
| 27   | Austrália   | 4  | 0 | 2 | 2 | 10 - 34 | 2      |
| 28   | Espanha     | 4  | 0 | 2 | 2 | 11 - 37 | 2      |

| 20 de março |     |         |  |
| Austrália   | 2-2 | Espanha |  |
|             |     |         |  |

| 21 de março |      |           |  |
| Reino Unido | 14-0 | Austrália |  |
|             |      |           |  |

| 22 de março |      |             |  |
| Espanha     | 1-13 | Reino Unido |  |
|             |      |             |  |

| 23 de março |     |           |  |
| Espanha     | 5-5 | Austrália |  |
|             |     |           |  |

| 24 de março |      |             |  |
| Austrália   | 3-13 | Reino Unido |  |
|             |      |             |  |

| 25 de março |      |         |  |
| Reino Unido | 17-3 | Espanha |  |
|             |      |         |  |

## Tabela do Campeonato Mundial
| Campeonato Mundial de 1990 | País            |
| -------------------------- | --------------- |
| Ouro                       | União Soviética |
| Prata                      | Suécia          |
| Bronze                     | Tchecoslováquia |
| 4                          | Canadá          |
| 5                          | Estados Unidos  |
| 6                          | Finlândia       |
| 7                          | Alemanha        |
| 8                          | Noruega         |

## Tabela do Campeonato Europeu
| Campeonato Europeu de 1990 | País            |
| -------------------------- | --------------- |
| Ouro                       | Suécia          |
| Prata                      | União Soviética |
| Bronze                     | Tchecoslováquia |
| 4                          | Finlândia       |
| 5                          | Noruega         |
| 6                          | Alemanha        |